# 경주 먹장
경주 먹장(慶州 墨匠)은 2009년 5월 11일 경상북도의 무형문화재 제35호로 지정되었다.

## 보유자
- 유병조 : 경상북도 경주시 건천읍 송선1리 334

## 지정 사유
현재 대한민국 내에서 먹을 생산하는 곳은 대전, 경주 등 2-3곳에서만 생산된다. 특히 신청인 유병조가 생산한 먹은 고급 먹으로서, 서울 인사동 등에서 서예가와 화가들로부터 한국 최고급 먹으로 호평을 받고 있다. 신청인의 먹 만들기는 이북 출신의 장인에서 출발하여 삼촌인 유재근, 유종근의 울산먹 1세대 장인, 이들 장인으로부터 모든 것을 이어받아 그의 자녀에게 전수해주고 있어 3대째 전승되는 계보가 확실하다. 또한 전통적인 먹의 제작기법과 기술은 그을음, 아교, 향의 배합기술이 핵심인데 유병조는 다양한 먹 제작기술을 보유하고 있다.
동아시아사회에서 전통 먹 만들기는 고유의 무형문화자산으로서 역사적 가치가 크지만 그 기능을 가진 자가 희소하여 보존 전승이 필요하다. 따라서 먹장을 도지정문형문화재로 지정하고 그 기능보유자로 유병조를 인정하기로 한다.

## 참고 자료
- 경주 먹장 - 국가유산청 국가유산포털